# Pycnosomia asterophila
Pycnosomia asterophila is een zeespin uit de familie Phoxichilidiidae. De soort behoort tot het geslacht Pycnosomia. Pycnosomia asterophila werd in 1981 voor het eerst wetenschappelijk beschreven door Stock. 